# غوستاف شميت (ضابط)
غوستاف شميت (بالألمانية: Gustav Schmidt)‏ هو ضابط ألماني، ولد في 24 أبريل 1894 في Karsdorf ‏ في ألمانيا، وتوفي في 7 أغسطس 1943 في بيلغورود في روسيا.